# Bregenz (stad)

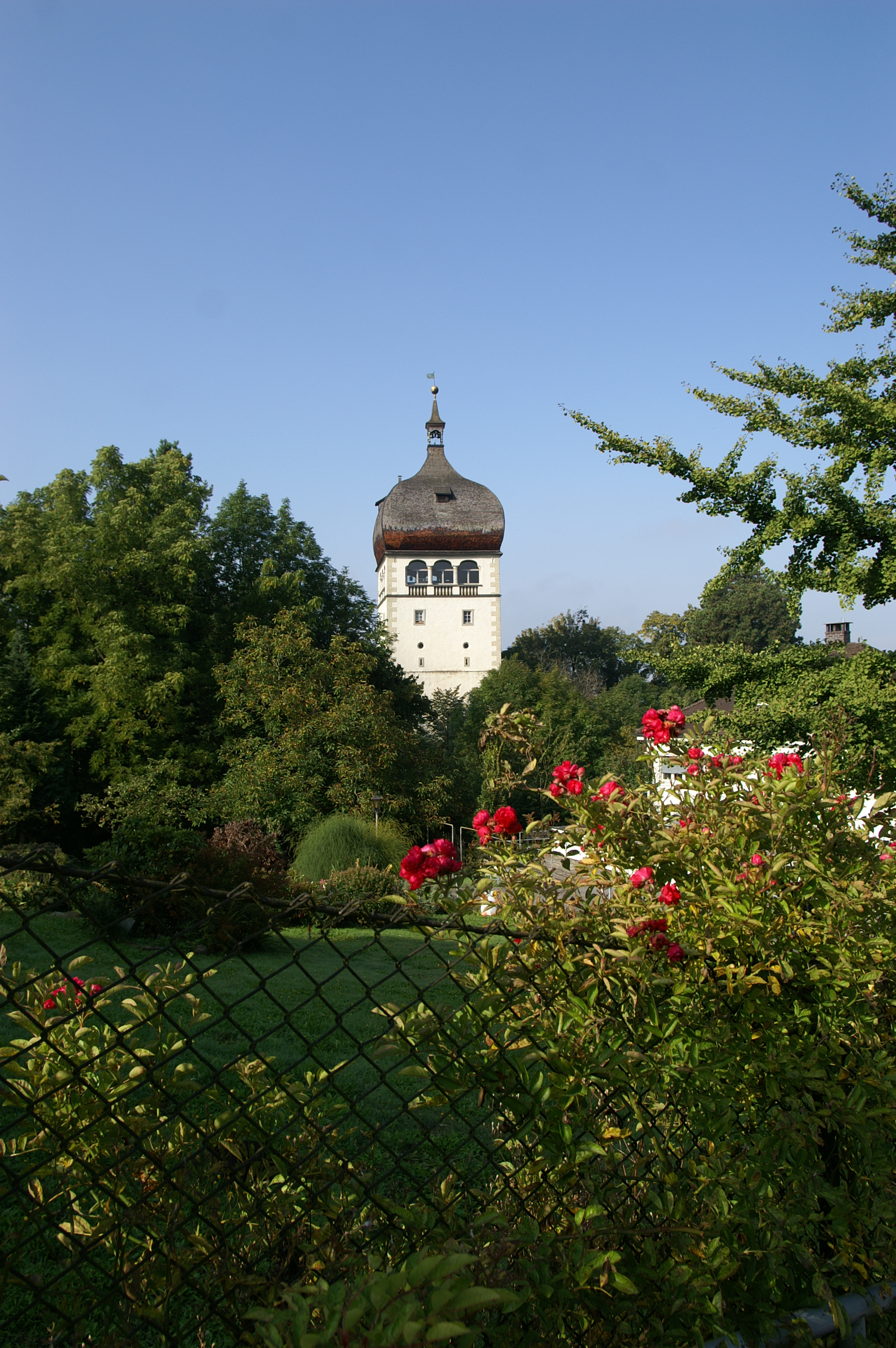
Sint Martinstoren

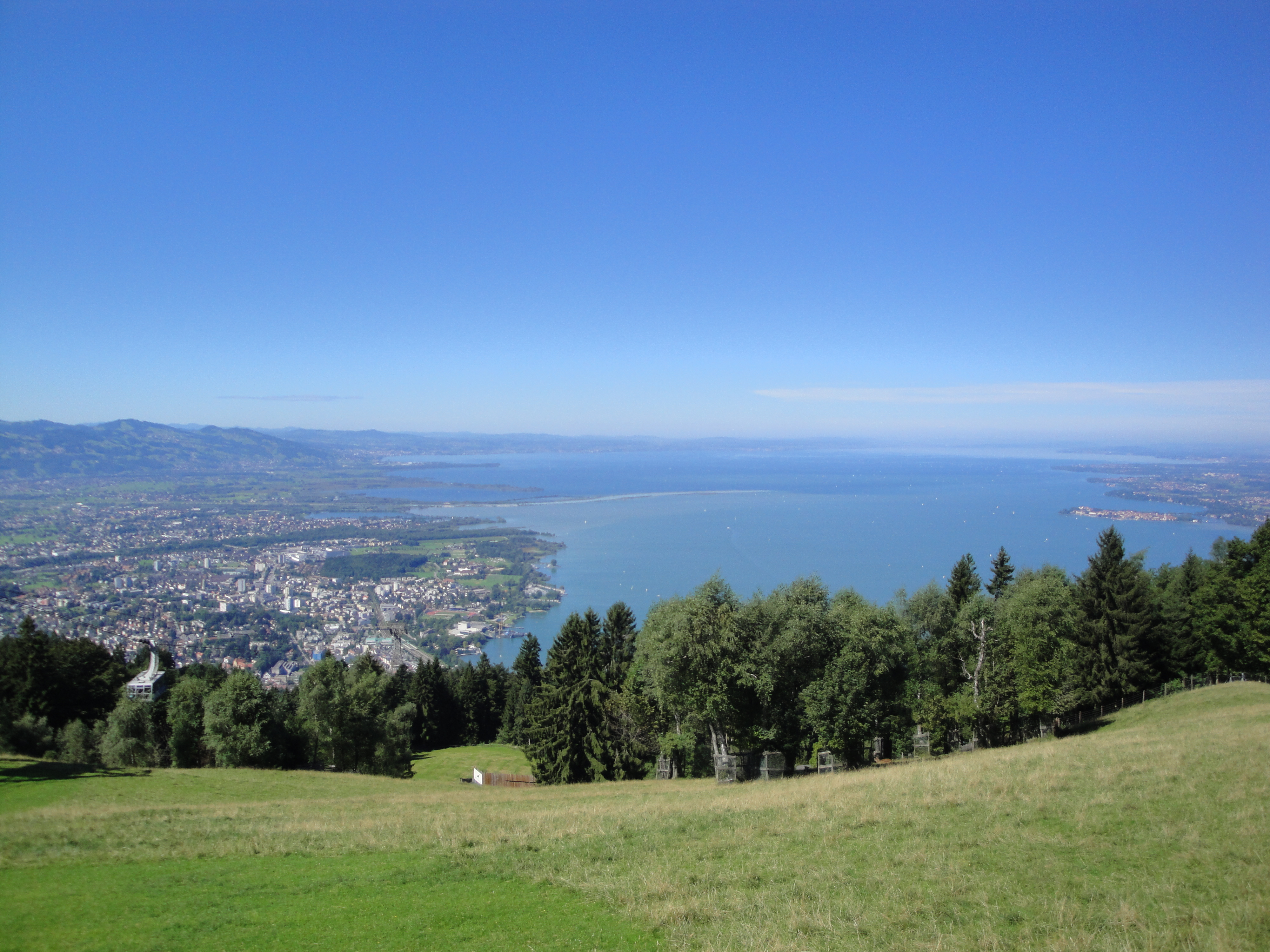
Blik richting Bodensee vanop de Pfänder

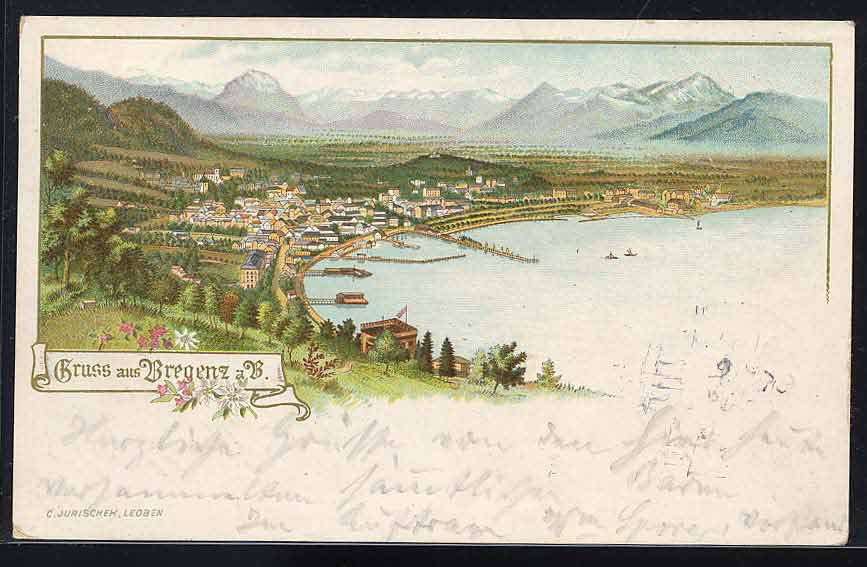
Bregenz (1895)

Bregenz (Latijn: Brigantium, Alemannisch: Breagaz) is de hoofdstad van de Oostenrijkse deelstaat Vorarlberg en is gelegen in het district Bregenz. De gemeente bestaat uit de delen Bregenz-Stadt, Vorkloster, Schendlingen, Rieden, Weidach en Fluh en telt zo'n 29.156 inwoners (januari 2016). Bregenz heeft de belangrijkste Oostenrijkse haven aan het Bodenmeer en is tevens een belangrijk spoorwegenknooppunt, sport- en cultuurcentrum. Bekend zijn de Bregenzer Festspiele: aan de oever van het Bodenmeer worden daar elke zomer op een verankerd drijvend podium opera's, musicals en operettes uitgevoerd.

## Geografie
Bregenz heeft een oppervlakte van 29,51 km² en is gelegen in het westen van Oostenrijk. De stad ligt geklemd tussen het Bodenmeer (Duits: Bodensee) en de berg Pfänder (1064m) die hoog boven de stad oprijst.

### Ligging
Bregenz ligt in de meest westelijke deelstaat van Oostenrijk, ten oosten van het Bodenmeer, ten noorden van de stad Dornbirn en de rivier de Bregenzer Ach. De hoofdstad van Vorarlberg ligt tussen de berghellingen van het Pfändergebergte met de naar het westen oprukkende Gebhardsberg en de oostelijke oever van het Bodenmeer op de terrassen van de Oberstadt en de Ölrain en in het oevergebied van het meer. In recentere tijden breidde het gemeentegebied zich meer uit naar de hellingen van de Pfänder en de Gebhardsberg, maar vooral naar het zuidwesten, waar de woongebieden Rieden-Vorkloster ontstonden. Deze werden in 1919 deel van de gemeente Bregenz. Langs de rivier de Bregenzer Ach werd steeds meer gebouwd, waar bijvoorbeeld de Achsiedlung ontstond. De voormalige gemeente Fluh werd in 1938 ingelijfd.

### Agglomeratie
In de agglomeratie Bregenz wonen ongeveer 63.000 mensen. Naast Bregenz (28.000) omvat dit samenhangende vestigingsgebied ook de plaatsen Hard (13.000), Lauterach (10.000), Wolfurt (8.000), Kennelbach (2.000) en Lochau-Süd (2.000). De steden Bregenz en Dornbirn groeien steeds meer steeds meer naar elkaar toe tot een agglomeratie met ruim 100.000 inwoners.

### Klimaat
In Bregenz heerst een zeeklimaat.

## Geschiedenis
De Kelten (vanaf ca. 400 v.Chr.), en meer bepaald de volksstam der Brigantiërs waren de oorspronkelijke bewoners van Bregenz, tot de Romeinse keizer Tiberius in 15 n. Chr. de stad veroverde en er de thuishaven van de Romeinse Bodenmeervloot vestigde. De plaats stond vanaf dan bij de Romeinen gekend als "Brigantium". In 259-260 werd Brigantium tijdens de Alemannische volksverhuizingen vernield en door de Romeins-Brigantinische bevolking weer opgebouwd .
In 1451 werd de helft van het graafschap Bregenz en de stad Bregenz verkocht aan de Habsburgers. Na het uitsterven in 1523 van het belangrijkste adellijk geslacht uit de omgeving van het Bodenmeer, de graven van Montfort, werd geheel Bregenz deel van Vorderösterreich in het hertogdom Oostenrijk. Tussen 1805 en 1814 behoort Bregenz tot het koninkrijk Beieren. Onder het bewind van de graven van Montgelas, die onder Franse invloed stonden, kreeg de stad een moderne administratieve structuur. In het jaar 1815 werden Vorarlberg (vor dem Arlberg) en de stad Bregenz samen met Tirol opgenomen in het Oostenrijkse Keizerrijk. In 1861 kreeg Vorarlberg een eigen parlement zetelend in Bregenz. In 1938 werd de stad een onderdeel van de nieuw opgerichte Ostmark. Na de Tweede Wereldoorlog werd Bregenz een deel van de Franse Bezettingszone. In 19e en de 20e eeuw ontwikkelde de economie van Bregenz zich enorm door middel van onder andere de voedings- en textielindustrie. Ook het toerisme begon een belangrijke bron van inkomsten te vormen.

## Cultuur en Bezienswaardigheden

### Bregenzer Festspiele
De Bregenzer Festspiele is een cultuurfestival in Bregenz dat elk jaar in juli en augustus plaatsvindt. Met opera's en musicals zoals Die Zauberflöte, West Side Story en Carmen trekken de Bregenzer Festspiele jaarlijks honderdduizenden toeschouwers. Noemenswaardig is de Seebühne, een indrukwekkend podium in het Bodenmeer waarop tonelen gespeeld worden.
De Bregenzer Festspiele vond voor het eerst in 1946 plaats, één jaar na afloop van de Tweede Wereldoorlog. De stad Bregenz beschikte destijds niet over een schouwburg en dus bedacht men een noodoplossing: een podium op het Bodenmeer als toneel. Met toeschouwers uit Oostenrijk, Frankrijk, Duitsland en Zwitserland was het festival gelijk in het eerste jaar een internationaal succes. Tijdens het eerste festival in 1946 werd als ‘Spiel am See’, Mozart's ‘Bastien und Bastienne’ als ballet gechoreografeerd.
Het cultuurfestival is hedendaags nog steeds populair. In 2015 bezochten in totaal 228.000 bezoekers het Brgenzer Festspiele.

### Jazz Festival
Sinds 2014 wordt het Bregenzer Jazz Festival jaarlijks in juni op de Kornmarktplatz gehouden. Het is de opvolger van het 'New Orleans Festival', dat van 1999 tot 2013 's zomers verschillende dagen in de binnenstad van Bregenz plaatsvond. Naast de naamwijziging vond er ook een muzikale verandering plaats: van blues naar jazz. De locatie en de tijdstip van het festival zijn ongeveer hetzelfde gebleven.

### Bregenzer Frühling
Sinds 1987 wordt het dansfestival Bregenzer Frühling, elk jaar tussen maart en mei gehouden in het Festspielhaus Bregenz. Dansensembles uit de hele wereld voeren hun nieuwe producties evenals Oostenrijkse premières. Elk jaar treden vijf verschillende dansensembles op. Met een budget van ongeveer 500.000 euro en een bezoekersgemiddelde van 10.000, is de Bregenzer Frühling een van de belangrijkste dansfestivals in Oostenrijk.

### Theater

#### Vorarlberger Landestheater
Het Vorarlberger Landestheater, gelegen in het hart van de "culturele wijk" van Bregenz, heeft naam gemaakt in het "Theater am Kornmarkt" voor de vertolking van klassiekers en voor premières van moderne stukken.

#### Theater Kosmos
Het doel van het moderne theater Kosmos is jongeren te inspireren voor de theaterkunst.

### Musea

#### Vorarlberg museum
Het Vorarlberg museum, tot 2011 "Vorarlberger Landesmuseum", is gevestigd aan de Kornmarkt en toont collecties over de Romeinse geschiedenis van de regio, over kunst en cultuur van Vorarlberg en speciale tijdelijke tentoonstellingen. Het nieuwe gebouw van de architecten Andreas Cukrowicz en Anton Nachbaur werd in juni 2013 geopend. De naadloos gegoten gevels van de Bolzaanse kunstenaar Manfred Alois Mayr hebben een bijzondere structuur gemaakt van afgietsels van PET-flesbodems.

#### Territoriale abdij Wettingen-Mehrerau
Het pronkstuk van de cisterciënzerabdij Wettingen-Mehrerau is de oude bibliotheek. Kelken, kazuifels, altaarstukken en andere schatten zijn in het bezit van de monniken van de territoriale adbij Wettingen-Meherau.

### Hedendaagse beeldende kunst

#### Kunsthaus Bregenz /KUB)
Sinds de opening in 1997 is het Kunsthaus Bregenz een van de belangrijkste musea voor hedendaagse kunst in het Duitstalige taalgebied. Er worden werken getoond van gerenommeerde kunstenaars als Roy Lichtenstein en Jeff Koons. De architect Peter Zumthor won met het project KUB in 1998 de Mies van der Rohe-prijs voor architectuur.

#### Künstlerhaus Bregenz
In het Künstlerhaus Bregenz ("Palais Thurn und Taxis") vinden wisselende tentoonstellingen plaats van hedendaagse kunst van internationale en Oostenrijkse kunstenaars.

#### Magazin 4
Magazin 4 is het voormalige magazijn "Magazin 4" van de firma Pircher en tegenwoordig het regeringsgebouw van de deelstaat-hoofdstad Bregenz. Naast de kantoren van de afdeling Cultuur en het stadsarchief herbergt het gebouw ruimtes voor diverse evenementen die door de stad worden gebruikt of verhuurd. Tot eind 2016 was het de thuisbasis van de "Magazin4-Bregenzer Kunstverein". Deze kunstvereniging organiseerde onder andere tentoonstellingen en evenementen in het gebouw.

### Bezienswaardigheden
Bregenz is verdeeld in een hooggelegen en een laaggelegen stadsdeel.

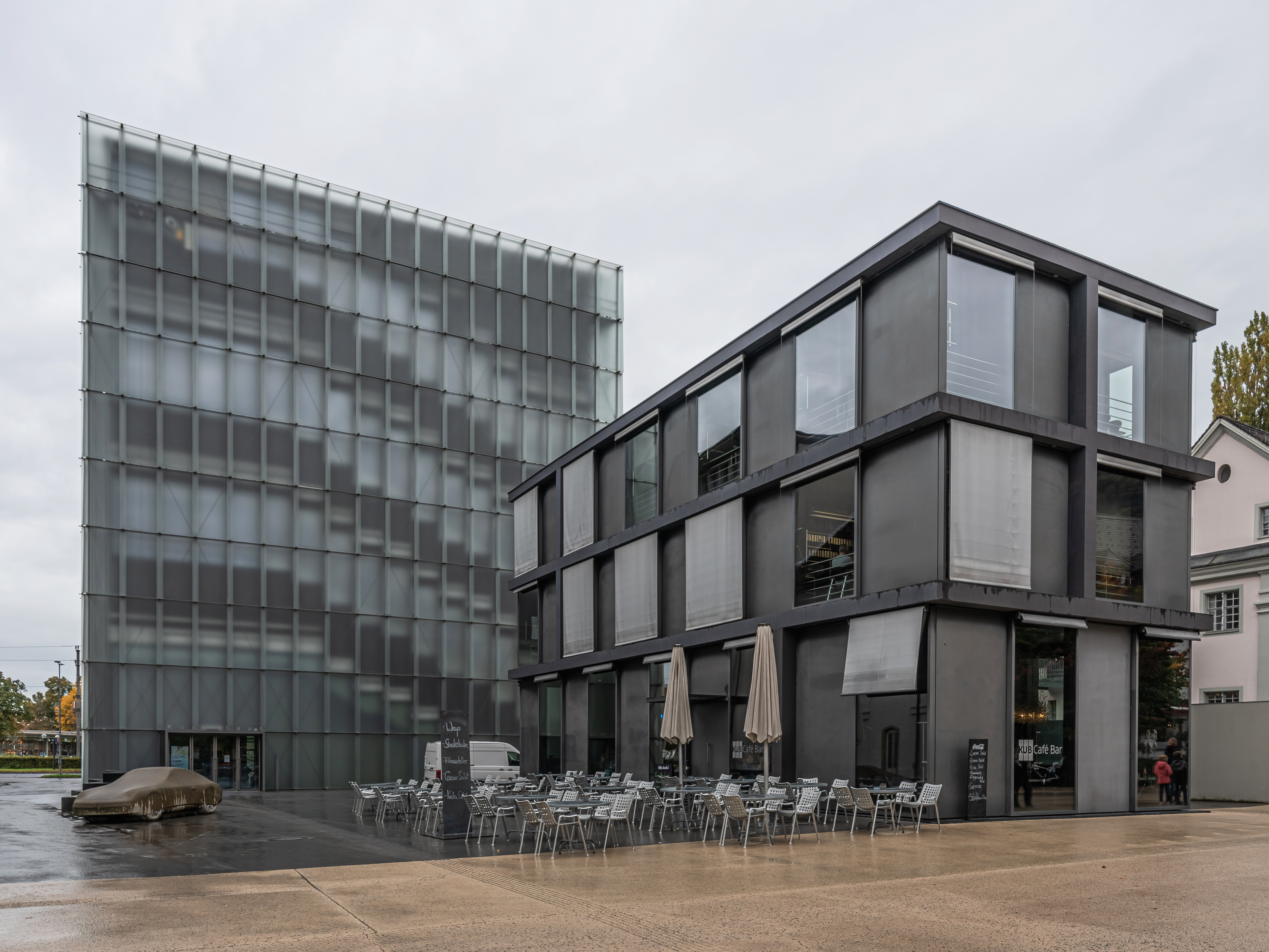
Kunsthaus Bregenz

In het hooggelegen stadsdeel bevinden zich onder andere:
- De oude stadshal uit 1662.
- Sint Martinstoren.
- De gotische kerk van Sankt Gall, oorspronkelijk romaans uit 1380, herbouwd in 1480.
- De Herz-Jesu-kerk, gebouwd tussen 1905 en 1908.

In het laaggelegen stadsdeel bevinden zich onder andere:
- De stadshal uit 1686 met façade uit 1898.
- Gotische Seekapelle.
- Protestantse kerk, gebouwd tussen 1862 en 1864.
- Kerk van Sint Kolumban, gebouwd tussen 1962 en 1966.
- Kunsthaus Bregenz (1991-1997), architect Peter Zumthor.
- Seebühne van de Bregenzer Festspiele. Het Bregenz festival dat in juli en augustus plaatsvindt, trekt jaarlijks meer tweehonderdduizend bezoekers. Scenografen zorgen steeds weer voor een topprestatie in decorbouw op een drijvend podium.

Ook zijn er in Bregenz verschillende kloosters te vinden.

## Geboren
- Rudolf Wacker (1893-1939), kunstschilder
- Charly Roncat (1923-2009), componist, dirigent en trompettist
- Hans-Peter Martin (1957), journalist, publicist, milieuactivist en politicus
- Hanni Rützler (1962), voedingswetenschapper
- Stefan Sagmeister (1962), grafisch ontwerper en typograaf
- Patrick Ortlieb (1967), alpineskiër
- Christian Hirschbühl (1990), alpineskiër